# Vanderlei Luxemburgo
Vanderlei Luxemburgo (født 10. maj 1952 i Nova Iguaçu) er en professionel brasiliansk fodboldtræner. Han har i perioden 1983-2004 udelukkende stået i spidsen for brasilianske klubhold, med undtagelse af perioden 1998 – 2000, hvor han var landstræner for Brasilien. I 2004 vandt han det brasilianske mesterskab med klubben Santos. Det bemærkelsesværdige ved dette var at Santos ved hans ansættelse lå nummer 17 i ligaen. Luxemburgo havde knapt fået armene ned før han d. 30 december samme år blev ansat som træner for kongeklubben Real Madrid. På trods af at han indledte jobbet med 7 sejre i streg, og selvom han kun tabte 3 kampe ud af 21 mulige siden hans ansættelse, blev det alligevel Barcelona der vandt mesterskabet. Luxemburgo blev afskediget og er siden vendt tilbage til den brasilianske fodboldklub Santos, hvor han stadig er at finde ved roret.
1. ↑  Navnet er anført på engelsk og stammer fra Wikidata hvor navnet endnu ikke findes på dansk.